# Орлов, Михаил Владиславович
Михаил Владиславович Орлов (род. 21 сентября 1992, Москва) — российский хоккеист, защитник. Мастер спорта России (2017).

## Биография
Воспитанник «Орбиты» (Зеленоград). В сезонах 2007/08 — 2008/09 играл в московской юношеской лиге за «Спартак».
Пять сезонов (2009/10 — 2013/14) провёл в ХК «Зеленоград» (первая лига и МХЛ-Б). Играл в РХЛ за «Славутич» (2014/15), за ТХК Тверь (2015/16 — 2016/17) и «Динамо» СПб (2017/18) в ВХЛ. 17 ноября 2017 года в домашнем матче подольского «Витязя» против «Нефтехимика» (1:2 Б) дебютировал в КХЛ, проведя единственный матч в лиге в сезоне. С сезона 2018/19 — игрок нижегородского «Торпедо».
Лучший защитник первенства МХЛ (2014). Бронзовый призёр чемпионата ВХЛ (2016). Обладатель Кубка Петрова ВХЛ (2018). Победитель хоккейного турнира Универсиады (2017).